# Jan-Martin Müller
Jan-Martin Müller (* 1984 in Schweinfurt) ist ein deutscher Schauspieler.

## Leben
Jan-Martin Müller wuchs in seiner Geburts- und Heimatstadt Schweinfurt auf und besuchte dort das Alexander-von-Humboldt-Gymnasium, wo er 2003 sein Abitur ablegte. Seinen Zivildienst absolvierte er anschließend im Schweinfurter Leopoldina-Krankenhaus. Von 2005 bis 2007 arbeitete er als selbständiger Promoter für diverse Firmen (u. a. Tele2, Karstadt) und jobbte im Cinemaxx-Kino in München. Er besuchte diverse Schauspielworkshops, drehte einen Kinowerbespot für Adecco (2006) und war Model für eine Fotowerbekampagne der Bundeswehr.
Seine Schauspielausbildung erhielt er von 2006 bis 2009 am Europäischen Theaterinstitut in Berlin. Während seiner Ausbildung gastierte er 2008 mit einer Szenischen Lesung am Berliner Maxim-Gorki-Theater. Im März 2009 spielte er im Abschlussstück Mir geht's gut! unter der Regie von Friedo Solter. Im Sommer 2009 trat er unter der Regie von Rolf Hochhuth in der Produktion Sommer 14. Ein Totentanz in der Urania Berlin auf. Es folgten verschiedene freie Theaterproduktionen in Hamburg und Berlin. 2014 gastierte er am Ballhaus Ost.
Anschließend arbeitete er als Schauspieler hauptsächlich für das Fernsehen und war in verschiedenen Fernsehserien und TV-Reality-Formaten zu sehen. 2017 spielte er in der RTL-Serie Unter uns in mehreren Folgen den schwulen Eventmanager Finn Welter aus Hannover. In der 8. Staffel der ZDF-Serie SOKO Wismar (2021/22) war er in zwei Episodenrollen zu sehen, als Familienvater Frank Steltmann und als tatverdächtiger Mitinhaber eines Familienhotels. In der Rosamunde Pilcher-Verfilmung Liebe und andere Schätze, die im September 2022 im ZDF erstausgestrahlt wird, spielte Müller den Arzt Carl Coburn, den Freund der Kuratorin Mia Barlow (Leni Adams).
Müller arbeitete außerdem zwei Jahre als Geschäftsführer für eine Berliner Luxusmodemarke. Seit Anfang 2022 ist er neben seiner Tätigkeit als Schauspieler in der Objektverwaltung und Buchhaltung einer Berliner Designagentur tätig.
Jan-Martin Müller lebt in Berlin.

## Filmografie (Auswahl)
- 2014: In Gefahr – Ein verhängnisvoller Moment (Fernsehserie)
- 2014–2018: Schicksale – und plötzlich ist alles anders (Fernsehserie)
- 2016: Einsatz in Köln – Die Kommissare: Schlaf schön (Fernsehserie, eine Folge)
- 2017: Unter uns (Fernsehserie, Serienrolle)
- 2017: Meine Klasse – Voll das Leben (Fernsehserie, Serienrolle)
- 2019: Fünf Leben – Die Schicksale Wochenserie (Fernsehserie)
- 2021: SOKO Wismar: Bodyguard (Fernsehserie, eine Folge)
- 2022: SOKO Wismar: Junggesellenabschied (Fernsehserie, eine Folge)
- 2022: Rosamunde Pilcher: Liebe und andere Schätze (Fernsehreihe)
- 2024: The Day of the Jackal (Sky, Serie, zwei Folgen)